# Ochthebius quadricollis
Ochthebius quadricollis är en skalbaggsart som beskrevs av Étienne Mulsant 1844. Ochthebius quadricollis ingår i släktet Ochthebius och familjen vattenbrynsbaggar. Inga underarter finns listade i Catalogue of Life.